# Деветоъгълник
Деветоъгълникът (също и нонагон, от латински: nonus – „девети“, или по-правилното, но по-непопулярно енеагон, от старогръцки: εννεα + γωνία – „девет“ + „ъгъл“) е многоъгълник с девет страни и ъгли. Сборът на всички вътрешни ъгли е 1260° (7π). Има 27 диагонала.

## Правилен деветоъгълник
При правилния деветоъгълник всички страни и ъгли са равни. Вътрешният ъгъл е 140°, а външният и централният – 40°.

### Лице
Лицето S на правилен деветоъгълник може да бъде намерено по три начина:
- По страната a:

{\displaystyle S={\frac {9a^{2}}{4}}\cot(20^{\circ })\approx 6,181824\,a^{2}}
- По радиуса R на описаната окръжност:

{\displaystyle S={\frac {9R^{2}}{2}}\sin(40^{\circ })\approx 2,892544\,R^{2}}
- По радиуса r на вписаната окръжност (т.е. апотемата):

{\displaystyle S=9r^{2}\cdot \tan(20^{\circ })\approx 3,275732\,r^{2}}

### Построение
Тъй като 9 не е просто число на Ферма и няма такъв единствен множител, правилен деветоъгълник не може да бъде построен с линийка и пергел, но са известни методи, даващи много добро приближение. Примерно приблизително построение на правилен деветоъгълник:

## Използване

### Многостени
- Деветоъгълна призма
- Деветоъгълна антипризма

### Петриеви многоъгълници
| Деветоосмичник (8D) | Осечен деветоосмичник (8D) | Двуосечен деветоосмичник (8D) | Триосечен деветоосмичник (8D) |